# رودولفو غونزاليس أرانغويز
رودولفو غونزاليس أرانغويز (بالإسبانية: Rodolfo González Aránguiz)‏ هو لاعب كرة قدم ومدرب كرة قدم تشيلي، ولد في 28 فبراير 1989 في سانتياغو في تشيلي. لعب مع ديبورتيس أنتوفاغاستا.

## وصلات خارجية
- رودولفو غونزاليس أرانغويز على موقع قاعدة بيانات كرة القدم.إي يو (الإنجليزية)
- رودولفو غونزاليس أرانغويز على موقع Soccerway.com (الإنجليزية)
- رودولفو غونزاليس أرانغويز على موقع AS.com (الإسبانية)